# Эллей, Джон

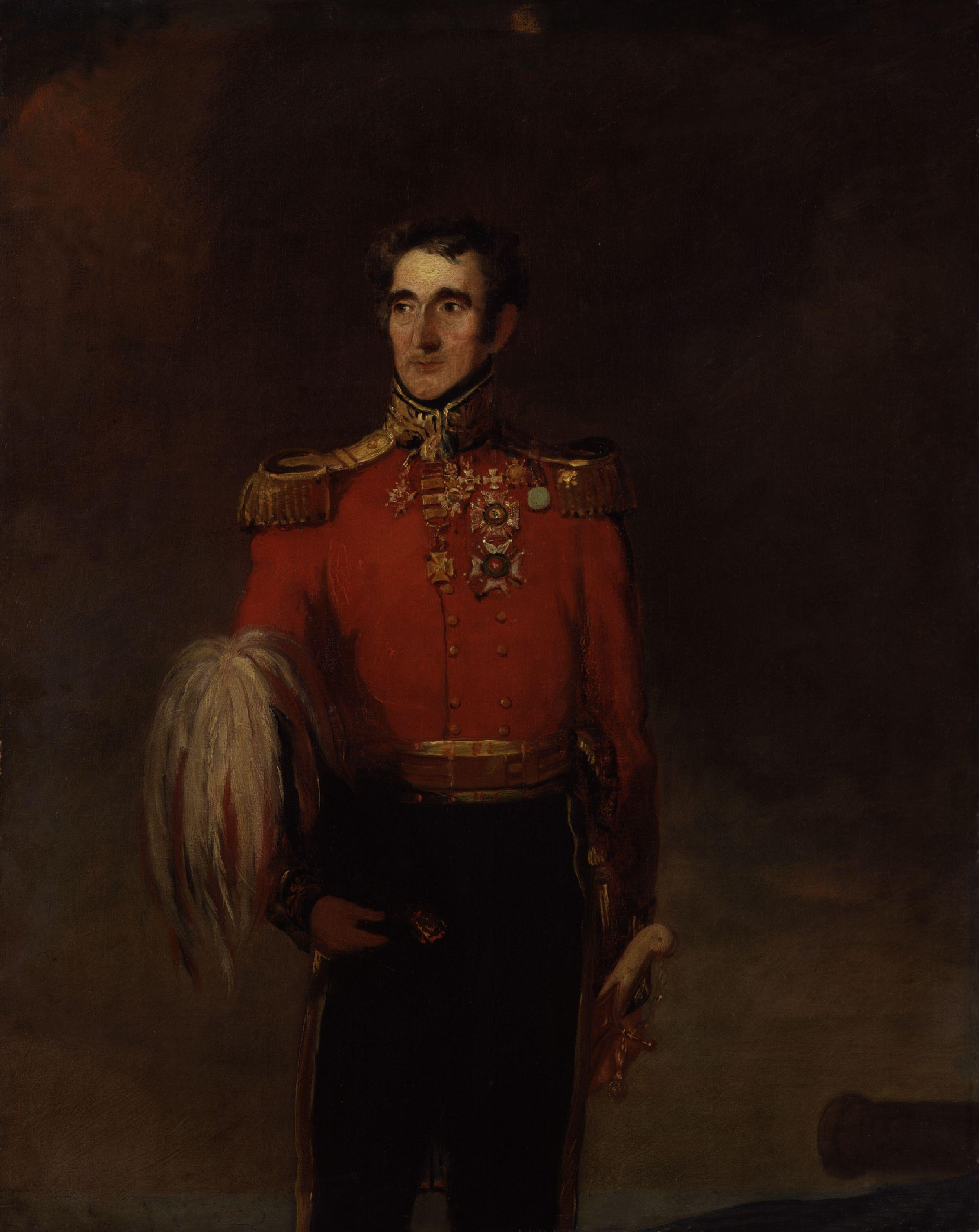
Портрет работы Уильяма Солтера

Сэр Джон Эллей (англ. John Elley; 1764—1839) — британский генерал.
Участник французской революции и наполеоновских войн. Затем служил губернатором Голуэя и был членом парламента.

## Биография
Родился 9 января 1764 года в Лидсе в скромной семье владельца трактира.
Обучившись кожевенному делу, открыл собственное производство по дублению кожи. После смерти старшей дочери в 1789 году пошел на военную службу солдатом в королевский полк конной гвардии.

### Военная карьера
Принимал участие в военной кампании во Фландрии (1793—1795).
14 июня 1794 года Эллей был произведен в корнеты, 30 января 1796 года — в лейтенанты, а 11 января 1800 года стал капитан-лейтенантом.
Путём системы покупки чинов 17 марта 1801 года стал капитаном, затем майором (15 декабря 1804) и подполковником (11 марта 1806 года).
Геройски проявил себя в битве при Талавере (1809). В чине полковника был назначен заместителем командующего кавалерией в битве при Ватерлоо, был тяжело ранен в бою.
2 августа 1815 года Эллей был награждён императором Австрии орденом Марии Терезии (командор).

### Послевоенная карьера
После выздоровления и окончания войны, Эллей был направлен на службу в Ирландию. В августе 1819 года ему было присвоено звание генерал-майора. В августе 1822 королём Георгом IV в дублинском замке ему был вручен Орден Бани.
Затем он был назначен начальником провинции Коннахт, а затем губернатором Голуэя (с 1826 года).
15 июля 1830 года на государственных похоронах Георга IV Эллей был одним из группы старейших армейских и морских офицеров, которые поддерживали фиолетовый бархатный полог, как это было принято в Виндзорском замке при похоронных службах.
10 января 1837 года Эллей был произведен в генерал-лейтенанты. Был награждён Королевским Гвельфским орденом.
Умер 23 января 1839 года в Англии.

## Награды
- Награждён орденом Св. Георгия 4-й степени (№ 3006; 6 августа 1815).
- Также награждён другими орденами.